# Српски демократски форум
Српски демократски форум (краће: СДФ) је организација Срба у Хрватској која, у сарадњи са домаћим и међународним организацијама и институцијама, штити људска права, права националних мањина, развија и унапређује међуетничку толеранцију и разумевање и ради на обнови међусобног поверења и уважавања.
Форум је прва српска невладина организација у Хрватској настала у контексту распада СФР Југославије. Форум је добровољна, невладина, непрофитна и нестраначка организација.

## Оснивање
Форум основан је 8. децембара 1991. године у Липику као савез интелектуалаца и угледних грађана српске националности из Хрватске у циљу спречавања рата и изналажења разрешења конфликтне ситуације у Републици Хрватској мирним путем. Постављени циљ био је покренути дијалог између српске националне заједнице и свих релевантних државних, политичких и друштвених фактора за детерминирање политичког, културног и друштвеног одређења Срба у Републици Хрватској. Основа су за то биле промене које су настале након избора 1990. године стечена позиција Срба активним радом на стварању политичког и јавног живота Хрватске у последњих неколико векова.
Међу оснивачима су били Јован Рашковић, Милорад Пуповац, Светозар Ливада, Слободан Узелац, Душан Старевић, Душан Зеленбаба, Вељко Џакула, Петар Лађевић и други. Сам назив организације предложио је Слободан Узелац.
Каснији догађаји и њихове последице одређивали су циљеве и активности.

## Деловање
Форум је дуго времена функционисао као матична организација Срба у Хрватској и као матична институција из које се програмски осмишљавао и кадровски развијао највећи део српских институција у Хрватској. Може се рећи да је у том периоду Форум деловао као супститут за непостојеће српске организације, окупљајући водеће интелектуално-политичке личности.
У периоду од 1990 до 1995. године Форум је, под врло тешким околностима, радио на заштити елементарних људских права те покушавао да успостави интеретничку коминикацију у Хрватској непосредно сарађујући са домаћим и страним невладиним организацијама, угледним интелектуалцима различите националне и верске опредељености, међународним организацијама, дипломатским представништвима са седиштем у Загребу и многим другима. Председник Форума у том периоду био је Милорад Пуповац.
Од 1995. године Форум усмерава своју делатност у правцу пружања правне помоћи, обнове међуетничког поверења и повратка избјеглица. До 2000. године Форум је, у циљу реализације ова три основна правца деловања, оформио уреде у готово свим повратничким, урбаним средиштима, те за већину повратника, и оних који су у тим срединама остали био једина адреса на коју су се могли обратити и добити потребну помоћ. У сврху повратка отворени су и уреди у Београду и Бањој Луци, који су убрзо прерасли у самосталне организације. Посебно је запажена активност СДФ-а у Београду. Председник Форума у том периоду је Вељко Џакула.
У периоду након 2000. године Форум проширио је своју делатност на још две области - социјалне програме и помоћ у обнови те на развој повратничких средина.
Од 1996. године Форум издаје месечник "Идентитет" који се бави проблематиком избјеглица, избегличких средина али и ширим друштвено-политичким темама.
Јачањем политичке заступљености Срба у повратничким срединама, посебно након локалних избора 2001. и 2005. године изабрани представници Срба и локалних власти преузимају део делатности које је обављао Форум тако да се он данас налази пред потребом како организационог, тако и програмског редефинисања своје непосредне будућности. То претпоставља већу отвореност Форума према осталим кључним институцијама српске заједнице, које у протеклим годинама није било довољно.
Форум је крајем 2010. године у Вировитици заједно с још неколико српских странака и интелектуалаца формирао Коалицију „Српска слога“ као алтернативу политици СДСС-а.
Двадесету годишњицу рада Форум је обележио 14. децембра 2011. у Новинарском дому у Загребу. Поред председника Форума на прослави су говорили још и Станимир Вукичевић, амбасадор Републике Србије у Хрватској, Александар Толнауер, председник Савета за националне мањине хрватске Владе као и изасланици председника Републике Хрватске и градоначелника Града Загреба.
Председник Форума Вељко Џакула присуствовао је прослави Дана победе и годишњици Операције Олуја у Книну 5. августа 2012. године и тиме постао први српски представник који је присуствовао овом догађају. Ова посета изазвала је подељене реакције у хрватској јавности и веома бурне међу Србима у Хрватској и избеглицама из Хрватске и њиховим удружењима у Србији.

## Форум младих
Форум је поводом двадесете годишњице рада 21. децембар 2011. године основао Форум младих као аутономну омладинску организацију у свом саставу. Форум младих Српског демократског форума има визију да кроз промоцију суживота, људских права, права мањина, омладински активизам и образовање може помоћи у изградњи инклузивног и отвореног друштва. Форум младих је основала група бивших ученика Српске православне опште гимназије из Загреба.
2013. Форум младих је пружио подршку организаторима манифестације Загреб Прајд позивајући своје чланове и симпатизере, као и друге припаднике српске заједнице у Хрватској да се придруже поворци. У октобру 2013. група је са Већем младих финске општине Мураме провела пројект под називом “Focus on us!” финансираног од стране Европске комисије.

## Значај
Од оснивања организације до 2004. године, 230.000 корисника је дошло у Форумове канцеларије што представља изузетан кредибилитет. Захваљујући пруженим услугама својим корисницима, САД и Европска унија су 1998. године доделили Форуму признање „Награда за демократију и грађанско друштво“ за храброст и оданост главним принципима демократије и цивилног друштва.

### Резултати у првих 20 година
У протеклих 20 година Форум је имао 125 стално запослених, од чега су 40 посто биле жене. Запослених на уговор о делу за разне послове и активности везане за повратак избеглица, обнову кућа, стамбено збрињавање, решавање статусних, грађанских и радних права, социјалну, здравствену и хуманитарну помоћ, развој, јачање и мониторинг људских права било је 2186, уз 765 ауторских дела. Волонтерски рад може се приказати са око 32.000 сати кроз широку мрежу волонтера и помагача.
Кроз својих 18 канцеларија на подручју Хрватске Форум је обрадио 305.600 правних предмета и био једна од првих невладиних организација која је организовано пружала бесплатну правну помоћ. Форум је директно водио правну, психосоцијалну, здравствену и хуманитарну бригу о два избегличка центра у Хрватској у Сиску и Книну.
Форум је учествовао у поправљању и обнављању 544 куће. Дистрибуирао је 27 тона хуманитарне помоћи, поделио 85.000 садница разног воћа, 25 тона семенског кукуруза, формирао 5 земљорадничких задруга и оспособио за рад 300 породичних пољопривредних газдинстава. Женска иницијатива Форума поделила је 10 веш машина, 20 шиваћих машина, 35 бицикла.
Штампао је 25 брошура, студија и стручних упутстава и упутстава, те 160 бројева месечног магазина Идентитет. Спроведено је 12 научно-истраживачких пројеката и поднесено 8 уставних тужби од којих је већину Уставни суд прихватио. СДФ је члан 14 домаћих и међународних мрежа и коалиција цивилног
друштва.